# Galepsus trilobus
Galepsus trilobus är en bönsyrseart som beskrevs av Giglio-Tos  1911. Galepsus trilobus ingår i släktet Galepsus och familjen Tarachodidae. Inga underarter finns listade i Catalogue of Life.